# Bregovo
Bregovo (búlgaro: Брегово) é uma cidade da Bulgária, localizada no distrito de Vidin. A sua população era de 2,592 habitantes segundo o censo de 2010.

## População
| Bregovo | Bregovo | Bregovo | Bregovo | Bregovo | Bregovo | Bregovo | Bregovo | Bregovo | Bregovo | Bregovo | Bregovo | Bregovo | Bregovo | Bregovo | Bregovo | Bregovo | Bregovo | Bregovo | Bregovo |
| --- | ------- | ------- | ------- | ------- | ------- | ------- | ------- | ------- | ------- | ------- | ------- | ------- | ------- | ------- | ------- | ------- | ------- | ------- | ------- |
| Ano | 1887    | 1910    | 1934    | 1946    | 1956    | 1965    | 1975    | 1985    | 1992    | 2001    | 2002    | 2003    | 2004    | 2005    | 2006    | 2007    | 2008    | 2009    | 2010    |
| População |         |         |         | …       | …       | 4,718   | 5,525   | 4,904   | 3,554   | 3,111   | 3,075   | 2,995   | 2,946   | 2,841   | 2,791   | 2,727   | 2,693   | 2,642   | 2,592   |
| Fontes: Instituto Nacional de Estatísticas, „citypopulation.de“, „pop-stat.mashke.org“, Bulgarian Academy of Sciences |         |         |         |         |         |         |         |         |         |         |         |         |         |         |         |         |         |         |         |